# Operação Coalizão Vermelha

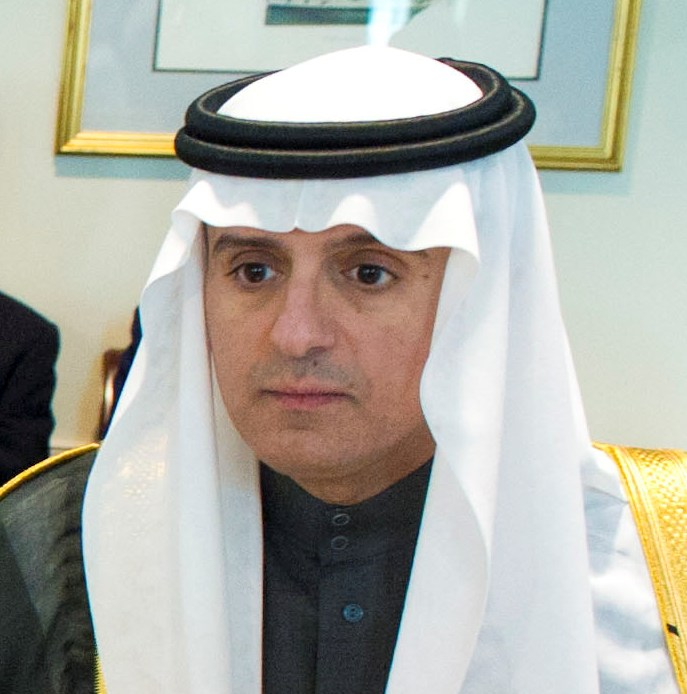
Embaixador saudita nos EUA Sr. Adel Al-Jubber

Operação Coalizão Vermelha ou Operação Coligação Vermelha é um suposto plano de atentados terroristas nos Estados Unidos. Os atentados teriam como alvo, primariamente, o embaixador saudita nos Estados Unidos, Adel Al-Jubeir, além das embaixadas de Israel e Arábia Saudita em Washington, D.C.. Duas pessoas foram indiciadas pelas acusações: o cidadão americano de origem iraniana Manssor Arbabsiar e Gholam Shakuri, que seria um membro da Força Quds, uma unidade de operações especiais da Guarda Revolucionária Iraniana.

## Suposto plano
No dia 11 de outubro de 2011 a rede de notícias ABC News publicou uma reportagem em que oficiais federais dos Estados Unidos afirmam que agentes do FBI e DEA teriam desmontado "um plano para 'cometer um atentado terrorista significativo nos Estados Unidos' ligado ao Irã".
Segundo os oficiais, o plano incluía o assassinato de Adel Al-Jubeir, embaixador da Arábia Saudita nos Estados Unidos, em um atentado com uma bomba. A este atentado, seguir-se-iam ataques nas embaixadas de Israel e Arábia Saudita em Washington, D.C. Ainda segundo os oficiais, ataques com bombas às embaixadas sauditas e israelenses em Buenos Aires também foram mencionados.
Manssor iria contratar um membro do cartel de drogas mexicano Zetas. Segundo a revista The Atlantic, Manssor teria oferecido US$ 1,5 milhões a um agente da DEA infiltrado para que procedesse com os atentados, supondo que o agente seria realmente um membro do cartel. Manssor teria agendado duas transferências de US$ 49960 para agosto de 2011, além de sugerir ao agente que seus contatos no governo iraniano poderiam prover "toneladas de ópio" ao cartel.
O suposto contratante teria dito que recebia ordens de membros do alto escalão do governo iraniano - incluindo um sobrinho que seria "membro do Exército Iraniano mas não usa uniforme".

## Reações à notícia
O advogado-geral dos Estados Unidos, Eric Holder, afirmou no mesmo dia em que a notícia foi publicada que uma fação do governo iraniano concebeu, apoiou e direcionou o plano a partir do Irã. Ele ainda afirmou que o plano era uma violação "flagrante" das leis norte-americanas e internacionais, e que os Estados Unidos estariam comprometidos a responsabilizar o Irã. O diretor do FBI, Robert Muelle, afirmou que os Estados Unidos imporiam "todo o peso da lei" aos responsáveis, e que atentados em solo americano não seriam tolerados. Por sua vez, oficias superiores da Casa Branca afirmaram que não havia nenhum indício de que o Líder Supremo Iraniano, aiatolá Ali Kamenei, ou o presidente iraniano, Mahmoud Ahmadinejad, conheceriam os planos dos atentados. Disseram ainda que os Estados Unidos "buscarão um caminho para resposta que não inclua a possibilidade de um conflito armado com o Irã."
Um representante iraniano em Washington teria dito à ABC que os informes do governo eram "falsos", mas não teria apresentado mais informações. Oficiais iranianos teriam dito em redes de notícias ligadas ao governo de Teerã que as notícias eram um "cenário prefabricado" e que as acusações seriam o início de "uma nova campanha de propaganda contra o Irã".